# C++
C++ est un langage de programmation compilé permettant la programmation sous de multiples paradigmes, dont la programmation procédurale, la programmation orientée objet et la programmation générique. Ses bonnes performances, et sa compatibilité avec le langage C en font un des langages de programmation les plus utilisés dans les applications où la performance est critique.
Créé initialement par Bjarne Stroustrup dans les années 1980, le langage C++ est aujourd'hui normalisé par l'ISO. Sa première normalisation date de 1998 (ISO/CEI 14882:1998), ensuite amendée par l'erratum technique de 2003 (ISO/CEI 14882:2003). Une importante mise à jour a été ratifiée et publiée par l'ISO en septembre 2011 sous le nom de ISO/IEC 14882:2011, ou C++11. Depuis, des mises à jour sont publiées régulièrement : en 2014 (ISO/CEI 14882:2014, ou C++14), en 2017 (ISO/CEI 14882:2017, ou C++17) puis en 2020 (ISO/IEC 14882:2020, ou C++20) et en 2023 (C++23).

## Dénomination
En langage C, ++ est l'opérateur d'incrémentation, c'est-à-dire l'augmentation de la valeur d'une variable de 1. C'est pourquoi C++ porte ce nom : cela signifie que C++ est un niveau au-dessus de C.

## Histoire

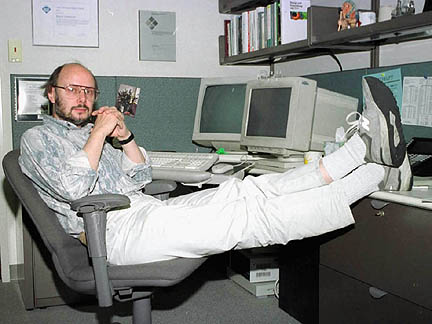
Bjarne Stroustrup, l'inventeur du C++.

Bjarne Stroustrup commence le développement de C with Classes (C avec classes) en 1979. Il travaille alors dans les laboratoires Bell où il est notamment collègue de l'inventeur du C Dennis Ritchie. L'idée de créer un nouveau langage venait de l'expérience en programmation de Stroustrup pour sa thèse de doctorat. Il s'agissait en l'occurrence d'améliorer le langage C. Stroustrup trouvait que Simula avait des fonctionnalités très utiles pour le développement de gros programmes mais qu'il était trop lent pour être utilisé en pratique (cela était dû à un problème d'implémentation du compilateur Simula), tandis que BCPL était rapide mais de trop bas niveau et non adapté au développement de gros logiciels. Quand Stroustrup commença à travailler aux laboratoires Bell, on lui demanda d'analyser le noyau UNIX en vue de faire du calcul distribué. Se rappelant sa thèse, Stroustrup commença à améliorer le langage C avec des fonctionnalités similaires à celle de Simula. C fut choisi parce qu'il est rapide, portable et d'usage général. En outre, il était une bonne base pour le principe original et fondateur de C++ : « vous ne payez pas pour ce que vous n'utilisez pas ». Dès le départ, le langage ajoutait à C la notion de classe (avec encapsulation des données), de classe dérivée, de vérification des types renforcés (typage fort), d'« inlining », et de paramètre par défaut.
Alors que Stroustrup développait C with classes, il écrivit CFront, un compilateur qui générait du code source C à partir de code source C with classes. La première commercialisation se fit en octobre 1985. En 1983 le nom « C++ » est inventé, et en 1984 le nom du langage passa de C with classes à celui de « C++ ». Parmi les nouvelles fonctionnalités qui furent ajoutées au langage, il y avait les fonctions virtuelles, la surcharge des opérateurs et des fonctions, les références, les constantes, le contrôle du typage amélioré et les commentaires en fin de ligne. En 1985 fut publiée la première édition de The C++ Programming Language, apportant ainsi une référence importante au langage qui n'avait pas encore de standard officiel. En 1989, c'est la sortie de la version 2.0 de C++. Parmi les nouvelles fonctionnalités, il y avait l'héritage multiple, les classes abstraites, les fonctions membres statiques, les fonctions membres constantes, et les membres protégés. En 1990, The Annotated C++ Reference Manual (« ARM ») fut publié apportant les bases du futur standard. Les ajouts de fonctionnalités tardifs qu'il comportait couvraient les templates, les exceptions, les espaces de noms, les nouvelles conversions et le type booléen.
Pendant l'évolution du langage C++, la bibliothèque standard évoluait de concert. Le premier ajout à la bibliothèque standard du C++ concernait les flux d'entrées/sorties qui apportaient les fonctionnalités nécessaires au remplacement des fonctions C traditionnelles telles que printf et scanf. Ensuite, parmi les ajouts les plus importants, il y avait la Standard Template Library. Après des années de travail, un comité réunissant l'ANSI et l'ISO standardisa C++ en 1998 (ISO/CEI 14882:1998), l'année où le comité de standardisation se réunissait à Sophia Antipolis dans le sud de la France. Pendant quelques années après la sortie officielle du standard, le comité traita des problèmes remontés par les utilisateurs, et publia en 2003 une version corrigée du standard C++.
Personne ne possède le langage C++. Il est libre de droits ; cependant, le document de standardisation n'est quant à lui pas disponible gratuitement.

## Fonctionnalités introduites
On pouvait considérer que C++ « était du C » avec un ajout de fonctionnalités. Cependant, plusieurs programmes syntaxiquement corrects en C ne le sont pas en C++, à commencer bien sûr par ceux qui font usage d'identificateurs correspondant à des mots-clefs en C++. L'architecture d'un programme C++ moderne (C++11) est differente de celle d'un programme en C.
Parmi les fonctionnalités ajoutées figurent :
- le typage des « prototypes » de fonctions (repris dans ANSI C89) ;
- La surcharge des fonctions ;
- les déclarations reconnues comme instructions (repris dans C99) ;
- les opérateurs new et delete pour la gestion d'allocation mémoire ;
- le type de données bool (booléen) ;
- les références &[10];
- les variables et les fonctions membres const (repris partiellement par C à la fin des années 1980) ;
- les fonctions inline (repris dans C99) ;
- les paramètres par défaut dans les fonctions ;
- les référentiels lexicaux (espaces de noms) et l'opérateur de résolution de portée :: ;
- les classes, ainsi que tout ce qui y est lié : l'héritage, les fonctions membres, les fonctions membres virtuelles, les constructeurs et le destructeur ;
- la surcharge des opérateurs ;
- les templates ;
- la gestion d'exceptions ;
- l'identification de type pendant l'exécution (RTTI : run-time type information) ;
- le commentaire sur une ligne introduit par // (existant dans BCPL, repris dans C99) ;
- les références de rvalue && (C++11) ;
- la déduction de type à la compilation via auto (C++11) ;
- les expressions constantes constexpr (C++11)[11];
- les fonctions lambda (C++11, étendu dans tous les standards publiés depuis) ;
- les boucles for basées sur une plage (C++11, étendu en C++20) ;
- les modules via import, export et module (C++20) ;
- les contraintes et concepts via concept et requires (C++20) ;
- les fonctions immédiates consteval (C++20) ;
- les coroutines (C++20) ;

La compilation d'un programme en C++ effectue également un contrôle plus minutieux du typage.

## Bibliothèque standard

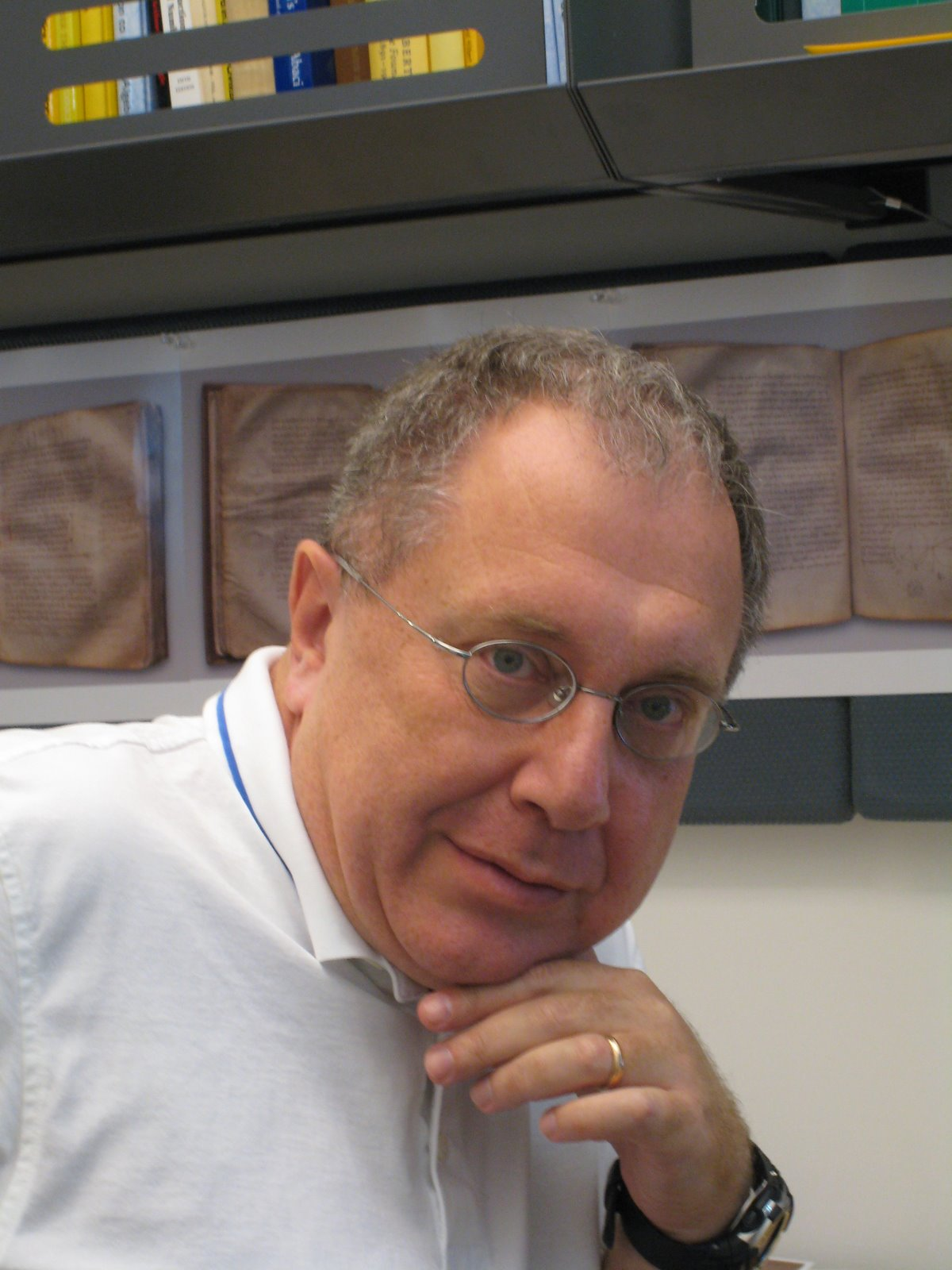
Alexander Stepanov, développeur de la STL

La bibliothèque standard du C++ englobe la Standard Template Library (STL) qui met à la disposition du programmeur des outils puissants comme des collections (conteneurs) et des itérateurs.
À l'origine, la STL était une bibliothèque développée par Alexander Stepanov qui travaillait pour Hewlett-Packard. Dans la norme, celle-ci n'est pas appelée STL, car elle est considérée comme faisant partie de la bibliothèque standard de C++. Toutefois, beaucoup de personnes l'appellent encore de cette manière pour distinguer d'une part, les fonctions d'entrées/sorties comprises dans cette bibliothèque et, d'autre part, celles fournies par la bibliothèque C.
Comme en C, l'utilisation d'une bibliothèque peut se faire par l'intermédiaire de la directive #include (suivie du nom du fichier d'en-tête), et certaines d'entre elles (cmath, thread, etc.) nécessitent d'être liées explicitement. Depuis C++20 le mot clé import peut servir à des fins similaires.

## Programmation orientée objet

Exemple de hiérarchie de classes type stream.

Le langage C++ utilise les concepts de la programmation orientée objet et permet entre autres :
- la création de classes ;
  - l'encapsulation ;
  - des relations entre les classes :
    - la composition de classes (composition dans un diagramme de classes),
    - l'association de classes (en) (association dans un diagramme de classes),
    - l'agrégation de classes (agrégation dans un diagramme de classes),
    - la dépendance (dépendance dans un diagramme de classes),
    - l'héritage simple et multiple (héritage dans un diagramme de classes) ;
- le polymorphisme ;
- l'abstraction ;
- la généricité ;
- la méta-programmation.

## Encapsulation
L'encapsulation permet de faire abstraction du fonctionnement interne (c'est-à-dire la mise en œuvre) d'une classe et ainsi de ne se préoccuper que des services rendus par celle-ci. C++ met en œuvre l'encapsulation en permettant de déclarer les membres d'une classe avec le mot réservé public, private ou protected. Ainsi, lorsqu'un membre est déclaré :
- public, il sera accessible depuis n'importe quelle fonction ;
- private, il sera uniquement accessible d'une part, depuis les fonctions qui sont membres de la classe et, d'autre part, depuis les fonctions autorisées explicitement par la classe (par l'intermédiaire du mot réservé friend) ;
- protected, il aura les mêmes restrictions que s'il était déclaré private, mais il sera en revanche accessible par les classes filles.

C++ n'impose pas l'encapsulation des membres dans leurs classes. On pourrait donc déclarer tous les membres publics, mais en perdant une partie des bénéfices apportés par la programmation orientée objet. Il est de bon usage de déclarer toutes les données privées, ou au moins protégées, et de rendre publiques les fonctions membres agissant sur ces données. Ceci permet de cacher les détails de la mise en œuvre de la classe.

## «Hello, world»
Voici l'exemple de Hello world donné dans The C++ Programming Language, Third Edition de Bjarne Stroustrup :
```
#include
<iostream>

int
 
main
()

{

    
std
::
cout
 
<<
 
"Hello, new world!
\n
"
;

}

```

Dans l'exemple ci-dessus, le code source std::cout << "Hello, new world!\n" envoie la chaîne de caractères "Hello, new world!\n" à l'objet global cout, défini dans l'espace de noms standard std, grâce à l'opérateur surchargé <<. Cette opération affiche dans la console du programme la chaîne de caractères "Hello, new world!\n".
Avec l'ajout des modules dans le langage et de la fonction print dans la bibliothèque standard, l'exemple Hello World peut depuis C++23 être écrit :
```
import
 
std
;

int
 
main
 
()

{

    
std
::
println
(
"Hello, World!"
);

}

```

### Espace de noms
En C++, le mot clef namespace permet de définir et de nommer des espaces de noms (namespaces), notion déjà présente en langage C ; en effet, le corps d'une routine, d'une structure de contrôle de flux d'exécution, d'une structure de données ou d'une section de code (délimitée par les accolades { et }) constitue un espace de noms. En C++, le corps d'une classe, à l'instar du corps d'une structure de données, constitue aussi un espace de noms.
Dans différents espaces de noms, on peut ainsi définir des entités (routines, variables, etc.) ayant le même identificateur. L'ambiguïté est résolue en utilisant le nom de l'espace de nom devant l'opérateur de portée (::) pour indiquer l'espace de noms dans lequel on veut accéder. Notez que l'espace de noms global du programme n'a pas de nom. Pour accéder à une entité globale, cachée par une entité locale par exemple, on utilise l'opérateur de portée précédé d'aucun nom.

## Directive «using»
Il est possible de spécifier un espace de noms précis à utiliser afin d'éviter d'avoir à recourir à l'opérateur de résolution de portée. Pour cela, le mot-clé using est utilisé avec cette syntaxe :
```
using
 
namespace
 
nom_du_namespace
;

// ou

using
 
nom_d_un_symbole
;

// ou

using
 
enum
 
nom_d_un_enum_class
;
 
// C++20

```

Ainsi, pour utiliser la variable cout définie dans le namespace standard sans utiliser l'opérateur de résolution de portée, il est possible d'écrire using namespace std; ou using std::cout;. Cela est valable pour tous les espaces de noms. Cette instruction se place en général au début du code source :
```
#include
 
<iostream>

using
 
namespace
 
std
;

int
 
main
()

{

    
cout
 
<<
 
"Hello, new world!
\n
"
;

}

```

Il est aussi possible, et conseillé, d'importer un symbole particulier, ou de placer cette instruction dans une fonction afin de limiter la portée :
```
#include
 
<iostream>

int
 
main
()

{

    
using
 
std
::
cout
;

    
// std::cout est disponible sans utilisation de std::

    
cout
 
<<
 
"Hello, new world!"
 
<<
 
std
::
endl
;
 
// mais pas std::endl (endline)

}

void
 
foo
()

{

    
// std::cout n'est plus disponible sans utilisation de std::

    
std
::
cout
 
<<
 
"Hello, new world!"
 
<<
 
std
::
endl
;

}

```

Le mot-clé using peut aussi être utilisé dans les classes. Si une classe B hérite d'une classe A, elle peut grâce à ce mot-clé passer des membres protected de A en public dans B, ou encore démasquer une fonction membre de A qui le serait par une fonction membre de B de même nom :
```
#include
 
<iostream>
 

// Déclaration de la classe de base A.

class
 
A

{

protected
:

    
void
 
f
()

    
{

        
std
::
cout
 
<<
 
"A::f()
\n
"
;

    
}

public
:

    
void
 
g
()

    
{

        
std
::
cout
 
<<
 
"A::g()
\n
"
;

    
}

};

// Déclaration de la classe B héritant de A.

class
 
B
 
:
 
public
 
A

{

public
:

    
using
 
A
::
f
;
 
// rend public A::f()

};

// Déclaration de la classe C héritant de A.

class
 
C
:
 
public
 
A

{

public
:

    
void
 
g
(
int
 
Val
)
 
// masque A::g()

    
{

        
std
::
cout
 
<<
 
"C::g(int)
\n
"
;

    
}

};

// Déclaration de la classe D héritant de A.

class
 
D
:
 
public
 
A

{

public
:

    
void
 
g
(
int
 
Val
)
 
// masque A::g()

    
{

        
std
::
cout
 
<<
 
"D::g(int)"
;

    
}

    
using
 
A
::
g
;
      
// démasque A::g()

};

int
 
main
()

{

    
A
 
a
;

    
B
 
b
;

    
C
 
c
;

    
D
 
d
;

    
// a.f();  // impossible car f est protégé dans A

    
a
.
g
();

    
b
.
f
();
  
// possible car A::f est publique dans B.

    
// c.g();  // impossible car A::g() est masquée par C::g(int) dans C

    
c
.
g
(
6
);
 
// possible car C::g(int Val) est masquée par C::g(int) dans C

    
d
.
g
();
  
// possible car A::g() est démasquée dans D

    
d
.
g
(
5
);
 
// possible car D::g() est démasquée dans D

}

```

Le programme ci-dessus affiche :
```
A
::
g
()

A
::
f
()

C
::
g
(
int
)

A
::
g
()

D
::
g
(
int
)

```

Il est aussi possible de définir un nouveau nom pour un namespace :
```
namespace
 
fs
 
=
 
std
::
filesystem
;

// on peut alors écrire fs::path au lieu de std::filesystem::path

```

## Déclaration et définition de classe
Il est d'usage de séparer prototype (déclaration) et implémentation (définition) de classe dans deux fichiers : la déclaration se fait dans un fichier d'en-tête (dont l'extension varie selon les préférences des développeurs : sans extension dans le standard, .h comme en C, .hh ou .hpp ou .hxx pour différencier le code source C++ du C) alors que la définition se fait dans un fichier source (d'extension également variable : .c comme en C, .cc ou .cpp ou .cxx pour différencier C++ du C).

### Déclaration de classe
Exemple de la déclaration d'une classe comportant des attributs privés et des fonctions membres publiques :
```
// messageinternet.hpp

#include
 
<string_view>

class
 
MessageInternet

{

private
:
 
// Ici, private: est optionnel car il est par défaut.

    
std
::
string_view
 
m_sujet
;

    
std
::
string_view
 
m_expediteur
;

    
std
::
string_view
 
m_destinataire
;
 
// attributs

    

public
:

    
// constructeur

    
MessageInternet
(

        
std
::
string_view
 
sujet
,

        
std
::
string_view
 
expediteur
,

        
std
::
string_view
 
destinataire
);

    
// fonctions membres :

    
auto
 
sujet
();

    
auto
 
expediteur
();

    
auto
 
destinataire
();

};

```

### Définition de classe
Le nom d'une fonction membre déclarée par une classe doit nécessairement être précédé du nom de la classe suivi de l'opérateur de résolution de portée ::.

Exemple de définition des fonctions membres d'une classe (celle déclarée précédemment) :
```
// messageinternet.cpp

#include
 
"messageinternet.hpp"

MessageInternet
::
MessageInternet
(

    
std
::
string_view
 
sujet
,

    
std
::
string_view
 
expediteur
,

    
std
::
string_view
 
destinataire
)

        
:
 
m_sujet
(
sujet
),

          
m_expediteur
(
expediteur
),

          
m_destinataire
(
destinataire
)

    
{}

auto
 
MessageInternet
::
sujet
()
 
{
 
return
 
m_sujet
;
 
}

auto
 
MessageInternet
::
expediteur
()
 
{
 
return
 
m_expediteur
;
 
}

auto
 
MessageInternet
::
destinataire
()
 
{
 
return
 
m_destinataire
;
 
}

```

## Modèles
Les Modèles (ou templates) permettent d'écrire des variables, des fonctions et des classes en paramétrant le type de certains de leurs constituants (type des paramètres ou type de retour pour une fonction, type des éléments pour une classe collection par exemple). Les modèles permettent d'écrire du code générique, c'est-à-dire qui peut servir pour une famille de fonctions ou de classes qui ne diffèrent que par le type de leurs constituants.

### Paramètres des modèles
Les paramètres peuvent être de différentes sortes :
- types simples, tels que les classes ou les types élémentaires (int, double, etc.) ;
- tableaux de taille constante, dont la taille, déduite par le compilateur, peut être utilisée dans l'instanciation du modèle ;
- constantes scalaires, c'est-à-dire de type entier (int, char, bool), mais pas flottant (float, double) car leur représentation binaire ne fait pas partie de la norme du langage (jusqu'en C++20 où ils sont autorisés[13]) ;
- templates, dont la définition doit être passée en paramètre, ce qui permet notamment de s'appuyer sur la définition abstraite, par exemple, d'une collection ;
- pointeurs ou références, à condition que leur valeur soit définie à l'édition de liens ;
- fonction membre d'une classe, dont la signature et la classe doivent être aussi passées en paramètres ;
- attribut d'une classe, dont le type et la classe doivent être aussi passés en paramètres.

### Utilité des modèles
En programmation, il faut parfois écrire de nombreuses versions d'une même fonction ou classe suivant les types de données manipulées. Par exemple, un tableau de int ou un tableau de double sont très semblables, et les fonctions de tri ou de recherche dans ces tableaux sont identiques, la seule différence étant le type des données manipulées. En résumé, l'utilisation des templates permet de « paramétrer » le type des données manipulées.
Les avantages des modèles sont :
- des écritures uniques pour les fonctions et les classes ;
- moins d'erreurs dues à la réécriture ;

### Exemple de modèles
Dans la bibliothèque standard C++, on trouve de nombreux templates. On citera à titre d'exemple, les entrées/sorties, les chaînes de caractères ou les conteneurs. Les classes string, istream, ostream et iostream sont toutes des instanciations de type char.
Les fonctions de recherche et de tri sont aussi des templates écrits et utilisables avec de nombreux types.
```
#include
 
<string>

template
<
typename
 
T
>

T
 
max
(
T
 
a
,
 
T
 
b
)
 
// Une fonction similaire est aussi définie dans le header <algorithm>

{

    
return
 
a
 
<
 
b
 
?
 
b
 
:
 
a
;

}

int
 
main
()

{

    
int
 
i
 
=
 
max
(
3
,
 
5
);

    
char
 
ch
 
=
 
max
(
'e'
,
 
'b'
);

    
using
 
namespace
 
std
::
string_literals
;

    
std
::
string
 
str
 
=
 
max
(
"hello"
s
,
 
"world"
s
);

    
float
 
fp
 
=
 
max
<
float
>
(
1
,
 
2.2f
);
 
// type paramétré donné explicitement

                                  
// (obligatoire avec ces paramètres de types différents)

}

```

Dans la ligne float fp = max<float>(1, 2.2f);, on doit explicitement donner le type float pour le type paramétré T car le compilateur ne déduit pas le type de T lorsqu'on passe en même temps un int (1) et un float (2.2f).

### Spécialisation des templates
Un template donné peut avoir plusieurs instanciations possibles selon les types donnés en paramètres. Si un seul paramètre est spécialisé, on parle de spécialisation partielle. Ceci permet par exemple :
- de choisir un type de calcul selon qu'un type est un entier, un flottant, une chaîne de caractères, etc. Spécialisons l'exemple précédent pour le cas des pointeurs de chaînes de caractères :

```
#include
 
<cstring>

template
<>

const
 
char
*
 
max
(
const
 
char
*
 
a
,
 
const
 
char
*
 
b
)

{

    
// Normalement, le résultat d'une comparaison directe

    
// entre deux chaînes de caractères est un comportement non défini;

    
// utiliser std::strcmp le rend défini.

    
return
 
std
::
strcmp
(
a
,
 
b
)
 
>
 
0
 
?
 
a
 
:
 
b
;

}

```

- d'effectuer au moment de la compilation des calculs arithmétiques, si et seulement si tous les arguments sont connus à ce moment. Un exemple classique est le calcul de la fonction factorielle :

```
template
<
std
::
size_t
 
N
>

struct
 
Factorielle

{

    
static
 
constexpr
 
std
::
size_t
 
value
 
=
 
N
 
*
 
Factorielle
<
N
 
-
 
1
>::
value
;

};

template
<>

struct
 
Factorielle
<
0
>

{

    
static
 
constexpr
 
std
::
size_t
 
value
 
=
 
1
;

};

```

À partir de C++14 pour arriver aux mêmes fins nous pourrions aussi utiliser les variables templates :
```
template
<
std
::
size_t
 
N
>

constexpr
 
auto
 
factorielle
 
=
 
N
 
*
 
factorielle
<
N
 
-
 
1
>
;

template
<>

constexpr
 
auto
 
factorielle
<
0
>
 
=
 
1
;

```

Ainsi nous pouvons écrire factorielle<8>; à la place de Factorielle<8>::value;.

### SFINAE
Le mécanisme décrit par l'abréviation SFINAE (Substitution Failure Is Not an Error) permet de surcharger un template par plusieurs classes (ou fonctions), même si certaines spécialisations, par exemple, ne peuvent pas être utilisées pour tous les paramètres de templates. Le nom décrit précisément le fonctionnement du mécanisme, littéralement l’acronyme de « Un échec de substitution n'est pas une erreur », le compilateur, lors de la substitution, ignore alors les instanciations inapplicables, au lieu d'émettre une erreur de compilation. Par exemple :
```
#include
 
<iostream>

class
 
A
 

{

public
:

    
int
 
foo
()
 
const

    
{

        
return
 
3
;

    
}

};

class
 
B

{

public
:

    
int
 
bar
()
 
const

    
{

        
return
 
5
;

    
}

};

class
 
C
 
:
 
public
 
A
,
 
public
 
B
 
{};

template
 
<
typename
 
T
>

auto
 
f
(
const
 
T
&
 
f
)
 
->
 
decltype
(
f
.
foo
())

{

    
return
 
f
.
foo
();

}

template
 
<
typename
 
T
>

auto
 
f
(
const
 
T
&
 
f
)
 
->
 
decltype
(
f
.
bar
())

{

    
return
 
f
.
bar
();

}

int
 
main
()

{

    
A
 
a
{};

    
B
 
b
{};

    

    
std
::
cout
 
<<
 
f
(
a
)
 
<<
 
'\n'
;
 
// affiche 3 en appelant a.foo()

    
std
::
cout
 
<<
 
f
(
b
)
 
<<
 
'\n'
;
 
// affiche 5 en appelant b.bar()

    
// std::cout << f(C{}) << '\n';

    
// ne compile pas, en effet, C a les deux fonctions membres,

    
// ainsi la déduction est ambiguë

    
// std::cout << f(5) << '\n';

    
// ne compile pas, en effet, int n'a aucune des 2 fonctions membres

}

```

Ici f est définie deux fois, le type de retour est conditionné par le type donné en paramètre, il est du type du retour de f.foo() dans le premier cas et de celui de f.bar() dans le deuxième cas. Ainsi, si on appelle f avec un objet de la classe A, seule la première fonction fonctionne puisque la classe A n'a pas de fonction membre bar() et donc la substitution est possible avec cette première version mais pas pour la deuxième. Ainsi, f(a) appelle la première version de f, f(b) appelle la deuxième avec le même raisonnement, mais cette fois pour la fonction membre bar().
Si lors d'un développement à venir, un développeur venait à écrire une nouvelle classe ayant une fonction membre publique foo ou bien (ou exclusif) bar, il pourrait également utiliser f avec.

## Polymorphisme et fonctions membres virtuelles
Le polymorphisme d'inclusion est mis en œuvre à l'aide du mécanisme des fonctions membres virtuelles en C++. Une fonction membre est rendue virtuelle par le placement du mot-clé virtual devant la déclaration de la fonction membre dans la classe. Lorsqu'une fonction membre virtuelle est appelée, l'implémentation de la fonction membre exécutée est choisie en fonction du type réel de l'objet. L'appel n'est donc résolu qu'à l'exécution, le type de l'objet ne pouvant pas a priori être connu à la compilation.
Le mot-clé virtual indique au compilateur que la fonction membre déclarée virtuelle est susceptible d'être redéfinie dans une classe dérivée. Il suffit alors de dériver une classe et de définir une nouvelle fonction membre de même signature (même nom, paramètres compatibles — voir la notion de covariance). Ainsi l'appel de cette fonction membre sur un objet accédé en tant qu'objet de la classe de base mais appartenant en réalité à la classe dérivée donnera lieu à l'appel de la fonction membre définie dans la classe dérivée.
En particulier, il est obligatoire d'utiliser le mot-clé virtual devant la déclaration du destructeur de la classe de base lorsque le programme souhaite pouvoir détruire un objet via un pointeur d'instance de la classe de base au lieu d'un pointeur d'instance de la classe dérivée.
Ce type de polymorphisme (le polymorphisme d'inclusion) est dit dynamique. Le mécanisme de la surcharge de fonction qui est un polymorphisme ad hoc est de type statique. Dans les deux cas il faut appliquer une logique (par exemple : le nombre et le type des paramètres) pour résoudre l'appel. Dans le cas de la surcharge de fonction, la logique est entièrement calculée à la compilation. Ce calcul permet des optimisations rendant le polymorphisme statique plus rapide que sa version dynamique. La liaison dynamique de fonctions membres issues du mécanisme des fonctions membres virtuelles induit souvent une table cachée de résolution des appels, la table virtuelle. Cette table virtuelle augmente le temps nécessaire à l'appel de fonction membre à l'exécution par l'ajout d'une indirection supplémentaire.
Le choix entre liaison dynamique et surcharge (polymorphisme dynamique et statique) est typiquement un problème de calculabilité des appels, ayant souvent pour conséquence finale un choix entre expressivité et performance.
Malgré ce dynamisme, le compilateur est capable de « dévirtualiser » les appels de fonctions membres qui peuvent être résolus au moment de la compilation. Dans gcc par exemple, l'option -fdevirtualize lors de la compilation permet cette optimisation, s'il est possible de faire une telle résolution.

## Outils de développement
Un programme C++ peut être produit avec des outils qui automatisent le processus de construction. Les plus utilisés pour les « couches basses » sont :
- make ;
- ninja ;
- Visual Studio Project (limité à Microsoft Visual C++).

Leur pilotage se fait essentiellement aujourd'hui au travers d'outils tels que :
- CMake (génération portable de Makefile ou de règles pour ninja -- le plus usité depuis fin des années 2010) ;
- Qmake (outil de la suite Qt) ;
- Les autotools (Unix/Linux seulement où ils ont longtemps dominé).
- Bazel ;
- Meson ;
- SCons (génération portable en Python).

### Environnements de développement
- C++ Builder (windows);
- CLion[16] ;
- Code::Blocks (libre) ;
- Dev-C++ et son extension RAD WxDev-C++ (libre) ;
- Eclipse avec le plugin CDT[17] (open-source) ;
- Emacs (libre) ;
- KDevelop (libre) ;
- NetBeans (open-source) ;
- QtCreator (libre) ;
- Vim/Neovim (open-source) ;
- Microsoft Visual C++ (a été intégré au framework Visual Studio; windows);
- Xcode (mac).

### Compilateurs
- GCC pour GNU Compiler Collection (libre, multilangage et multiplateforme : UNIX, Windows, DOS, etc.) ;
- Clang ;
- Microsoft Visual C++ (Windows) ;
- Embarcadero C++ Builder (Windows) ;
- Intel C++ Compiler (Windows, Linux, MacOS) ;
- Open64 (en) compilateur opensource d'AMD (Linux) ;
- Digital Mars C/C++ compiler (Windows) ;
- Open Watcom ;

### Bibliothèques
- Boost ;
- Qt ;
- Gtkmm ;
- wxWidgets ;
- SFML ;
- OpenCV ;
- SDLmm, surcouche C++ à la SDL ;
- LLVM.
- etc.

#### Ouvrages en langue anglaise
- [Deitel et Deitel 2011] (en) P. Deitel et H. Deitel, C++ : How to Program, 20 Hall, 2011, 8e éd., 1104 p. (ISBN 978-0-13-266236-9).
- [Dawson 2010] (en) M. Dawson, Beginning C++ Through Game Programming, Course Technology PTR, 2010, 3e éd., 432 p. (ISBN 978-1-4354-5742-3).Ouvrage pour débutants dont la pédagogie prend acte du fait que le C++ fait tourner la plupart des jeux vidéo en 2010.
- [Gregoire, Solter et Kleper 2011] (en) Marc Gregoire, Nicolas A. Solter et Scott J. Kleper, Professional C++, John Wiley, octobre 2011, 1104 p. (ISBN 978-0-470-93244-5, présentation en ligne).Cet ouvrage couvre la norme C++11.
- [Josuttis 2011] (en) Nicolaï Josuttis, The C++ Standard Library, A Tutorial and Reference, Addison-Wesley, 2011, 2e éd., 1099 p. (ISBN 978-0-321-62321-8, présentation en ligne).Cet ouvrage couvre la norme C++11.
- [Koenig et Moo 2000] (en) A. Koenig et B. Moo, Accelerated C++ : Practical Programming by Example, Addison-Wesley, 2000, 1re éd., 352 p. (ISBN 978-0-201-70353-5).
- [Lippman, Lajoie et Moo 2012] (en) Stanley B. Lippman, Josée Lajoie et Barbara E. Moo, C++ Primer : 5th Edition, août 2012, 5e éd., 1399 p. (ISBN 978-0-321-71411-4).Cet ouvrage couvre la norme C++11.
- [Lischner 2003] (en) R. Lischner, C++ in a nutshell, O'Reilly Media, 2003, 1re éd., 704 p. (ISBN 978-0-596-00298-5).L'auteur a aussi produit un petit manuel de référence sur la STL, toujours aux éditions O'Reilly.
- [Meyers 2005] (en) S. Meyers, Effective C++ : 55 Specific Ways to Improve Your Programs and Designs, Addison-Wesley Professional, 2005, 3e éd., 320 p. (ISBN 978-0-321-33487-9, présentation en ligne).Mêmes principes que les ouvrages de Sutter, et même public visé.
- [Oualline 2003] (en) S. Oualline, Practical C++ programming, O'Reilly Media, 2003, 2e éd., 600 p. (ISBN 978-0-596-00419-4, présentation en ligne).
- [Lafore 2001] (en) R. Lafore, Object-oriented programming in C++, Sams, 2001, 4e éd., 1040 p. (ISBN 978-0-672-32308-9).
- [Prata 2011] (en) S. Prata, C++ Primer Plus (Developer's Library), Addison-Wesley Professional, 2011, 6e éd., 1200 p. (ISBN 978-0-321-77640-2, présentation en ligne).Cette édition couvre les nouveautés apportées par le standard C++11.
- [Stroustrup 2009] (en) Bjarne Stroustrup, Programming : Principles and Practice using C++, Addison-Wesley, 2009, 1236 p. (ISBN 978-0-321-54372-1).
- [Stroustrup 2013] (en) Bjarne Stroustrup, The C++ Programming Language : 4th Edition, Addison-Wesley Professional, 2013, 4e éd., 1368 p. (ISBN 978-0-321-56384-2).
- [Stroustrup 1994] (en) Bjarne Stroustrup, The Design and Evolution of C++, Addison-Wesley professional, 1994, 1re éd., 480 p. (ISBN 978-0-201-54330-8).
- [Sutter 1999] (en) H. Sutter, Exceptional C++ : 47 Engineering Puzzles, Programming Problems, and Solutions, Addison-Wesley Professional, 1999, 240 p. (ISBN 978-0-201-61562-3, présentation en ligne).Publié aux éditions Eyrolles en 2000 sous le titre Mieux programmer en C++ - 47 problèmes pratiques résolus. Herb Sutter, spécialiste reconnu du C++, a produit deux suites à ce premier ouvrage, toujours basées sur des études de cas, à savoir : More exceptional C++ (Addison-Wesley - 2001) et Exceptional C++ style (Addison-Wesley - 2004). Tous ces ouvrages concernent à priori des développeurs confirmés maîtrisant bien le langage C++.
- [Vandevoorde et Josuttis 2002] (en) David Vandevoorde et Nicolaï Josuttis, C++ Templates : the Complete Guide, Addison-Weslay, 2002, 528 p. (ISBN 978-0-201-73484-3).
- [Vandevoorde 1998] (en) David Vandevoorde, C++ Solutions : Companion to the C++ Programming Language, Addison-Wesley, 1998, 3e éd., 292 p. (ISBN 978-0-201-30965-2).Contient la correction de nombre des exercices de l'ouvrage de Stroustrup, Le langage C++.

#### Ouvrages en langue française
- [Benharrats et Vittupier 2021] Mehdi Benharrat et Benoît Vittupier, Le guide du C++ moderne : de débutant à développeur, D-Booker, 2021, 1re éd., 708 p. (ISBN 978-2-8227-0881-4, présentation en ligne).
- [Chappelier et Seydoux 2005] J-C. Chappelier et F. Seydoux, C++ par la pratique : Recueil d'exercices corrigés et aide-mémoire, PPUR, 2005, 2e éd., 412 p. (ISBN 978-2-88074-732-9, présentation en ligne).
- [Deitel et Deitel 2004] P. Deitel et H. Deitel, Comment programmer en C++, Reynald Goulet, 2004, 1178 p. (ISBN 978-2-89377-290-5).La dernière traduction disponible de l'ouvrage des Deitel père et fils ; correspond à la troisième édition en langue anglaise.
- [Delannoy 2001] Claude Delannoy, Programmer en langage C++, Paris, Eyrolles, 2011, 8e éd., 822 p. (ISBN 978-2-212-12976-2, présentation en ligne).
- [Delannoy 2007] Claude Delannoy, Exercices en langage C++, Paris, Eyrolles, 2007, 3e éd., 336 p. (ISBN 978-2-212-12201-5, présentation en ligne).
- [Géron et Tawbi 2003] Aurélien Géron et Fatmé Tawbi (préf. Gilles Clavel), Pour mieux développer avec C++ : Design patterns, STL, RTTI et smart pointers, Paris, Dunod, 2003, 188 p. (ISBN 978-2-10-007348-1).
- [Guidet 2008] Alexandre Guidet, Programmation objet en langage C++, Paris, Ellipses, coll. « Cours et exercices. », 2008, 364 p. (ISBN 978-2-7298-3693-1, OCLC 221607125, BNF 41206426).
- [Hubbard 2002] J. R. Hubbard (trad. Virginie Maréchal), C++ [« Schaum's easy outline of programming with C++ »], Paris, EdiScience, coll. « Mini Schaum's », 2002, 192 p. (ISBN 978-2-10-006510-3).Pour débutants pressés.
- [Liberty et Jones 2005] Jesse Liberty et Bradley Jones (trad. Nathalie Le Guillou de Penanros), Le langage C++ [« Teach yourself C++ in 21 days »], Paris, CampusPress, 2005, 859 p. (ISBN 978-2-7440-1928-9).
- [Stephens, Diggins, Turkanis et al. 2006] D. Ryan Stephens, Christopher Diggins, Jonathan Turkanis et J. Cogswell (trad. Yves Baily & Dalil Djidel), C++ en action [« C++ Cookbook - Solutions and Examples for C++ Programmers »], Paris, O'Reilly, 2006, 555 p. (ISBN 978-2-84177-407-4, OCLC 717532188, BNF 40170870).
- [Stroustrup 2012] Bjarne Stroustrup (trad. Marie-Cécile Baland, Emmanuelle Burr, Christine Eberhardt), Programmation : principes et pratique avec C++ : Avec plus de 1000 exercices. [« Programming : principles and practice using C++ »], Paris, Pearson education, 2012, 944 p. (ISBN 978-2-7440-7718-0).
- [Stroustrup 2003] Bjarne Stroustrup (trad. Christine Eberhardt), Le langage C++ [« The C++ programming language »], Paris, Pearson education, 2003, 1098 p. (ISBN 978-2-7440-7003-7 et 2-744-07003-3).
- [Sutter et Alexandrescu 2005] Herb Sutter et Andrei Alexandrescu, Standards de programmation C [« C++ Coding Standards: 101 Rules, Guidelines, and Best Practices »], Paris, Pearson Education France, coll. « C++ », 2005, 243 p. (ISBN 978-2-7440-7144-7 et 2-744-07144-7).